# Grb Občine Grosuplje
Grb Občine Grosuplje je predstavljen na posodobljenem gotskem ščitu, ki pa je za potrebe registrskih tablic poenoten. Osrednji motiv je oblikovalsko posodobljena podoba poznohalštatskega živalskega svinčenega ornamenta štirih konjskih glav, ki je bila najdena na Magdalenski gori in ponazarja osnoven značaj nastanka in razvoja širšega Grosuplja. Konj naj bi predstavljal tranzitno lego kraja od prazgodovine pa vse do danes. Hkrati konjska glava spominja na črko G in je s svojo generalno ciklično obliko simbol gibanja in razvoja. V grbu sta uporabljeni komplementarni barvi. Zelena kot simbol Dolenjske pokrajine in rdeča kot simbol aktivnosti in razvoja. Obe barvi se nahajata pod konjsko glavo, vse skupaj pa je upodobljeno na beli podlagi ščita, ki je obrobljen s črno barvo.
Avtor grba: Robert Kuhar